# アントニオ・デ・アンドラデ

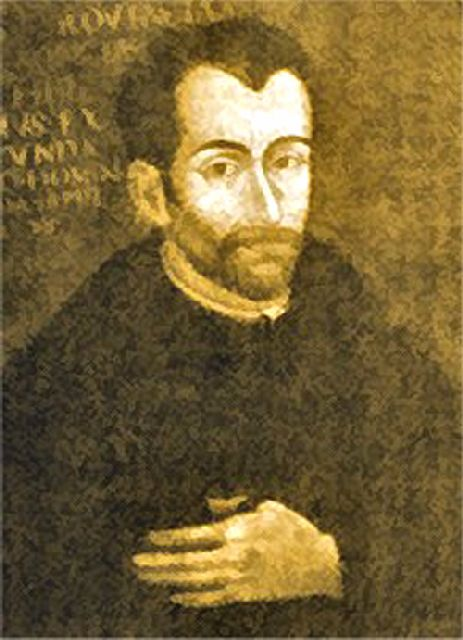

アントニオ・デ・アンドラデ（António de Andrade、1580年 - 1634年3月19日）は、ポルトガルのイエズス会修道士。インドのムガル帝国で宣教し、またインドからヒマラヤを越え、オドリコ以来西洋人としてはじめてチベットに入ったことで知られる。

## 略歴
アンドラデはオレイロスに生まれ、1596年にコインブラのイエズス会に入会した。1600年にインドに渡航し、サルセット島で宣教活動を行った。1621年にムガル帝国の首都アグラの宣教会長に就任した。

### チベットへ
当時、インドの北東にキリスト教共同体があるといういくつかの報告があった。そこでアンドラデは1624年3月に修士マヌエル・マルケスとともにヒンドゥー教徒のヒマラヤ巡礼の一行に加わった。一行はガルワール王国首都のシュリーナガルを経てアラクナンダー川（ガンジス川の支流）をさかのぼり、ヒマラヤを越えて巡礼の目的地であるバドリーナートに到着した。そこから先に行くことは禁じられていたが、アンドラデはマナ峠を越えて8月にチベット西部のツァパランに到着した。グゲ王国最後の王であるタシー・タクパデ(bkra shis grags pa lde)はアンドラデを歓迎した。
アンドラデは冬が来る前にいったんアグラに戻り、新たに3人の宣教師も加わって、翌年再びツァパランを訪れた。報告と異なって現実にはキリスト教徒はチベットのどこにもいなかったが、アンドラデらはツァパランとルトクに教会を建設し、宣教をはじめた。

### グゲ王国滅亡
1630年ごろ、アンドラデはインドに戻り、ゴアのインド管区長に就任した。ところが同年グゲ王国はラダック王国に滅ぼされ、400人ほどいたというキリスト教改宗者は奴隷にされるか逃亡した。5人のイエズス会宣教師は1633年ごろツァパランでほとんど幽閉状態にあったという。

### 急死
アンドラデは多忙のためにチベットを訪れることができなかったが、問題の解決のためにツァパラン訪問の準備をしている最中の1634年3月19日に突然死亡した。症状から死因は毒殺であった。Witekによると、アンドラデはジョアン・ロドリゲスというポルトガル人の取調べをしようとしていたが、その息子がアンドラデの飲む水に毒を入れたという。
その後、ツァパランには数回にわたって宣教師が送られたが、悲惨な結果に終わった。